# Cestrum langeanum
Cestrum langeanum är en potatisväxtart som beskrevs av D'arcy. Cestrum langeanum ingår i släktet Cestrum och familjen potatisväxter. Inga underarter finns listade i Catalogue of Life.